# The American Thinker
The American Thinker — североамериканский ежедневный электронный журнал (блог), стоящий на позициях американского консерватизма. Основными темами журнала являются политическая система США, внешняя политика, национальная безопасность, экономика, дипломатия, культура, военная стратегия и выживание государства Израиль.
Публикации этого интернет-журнала были отмечены такими бумажными изданиями как Le Monde, The Guardian, Inter Press Service, Campus Watch и New York Times. Главным редактором American Thinker является Томас Лифсон, а политическим редактором — Ричард Баерн. В редакцию журнала также входят Рик Морган и Дж. Р. Дунн.
После проигрыша Дональдом Трампом в выборах 2020 года The American Thinker опубликовал ряд материалов с теориями заговора насчёт выборов. После иска со стороны Dominion Voting Systems Лифсон признал, что сайт полагался на «дискредитированные источники, которые продвигали разоблачённые теории». The American Thinker также признал, что его теории о выборах были «полностью ложны и не основывались на фактах» и «было неверно публиковать эти ложные утверждения».